# Grammia philipiana
Grammia philipiana là một loài bướm đêm thuộc phân họ Arctiinae, họ Erebidae.